# Verolengo
Verolengo este o comună din provincia Torino, Italia. În 2018 avea o populație de 4.843 de locuitori.

## Demografie
Verolengo - evoluția demografică

|  | Graficele sunt indisponibile din cauza unor probleme tehnice. Mai multe informații se găsesc la Phabricator și la wiki-ul MediaWiki. |

Date: Recensăminte sau birourile de statistică - grafică realizată de Wikipedia